# Aruba
Aruba (på papiamento Aruba) är ett av de fyra autonoma länderna inom Konungariket Nederländerna och utgörs av en ö i Små Antillerna,  Västindien.

## Historia
Aruba beboddes först av arawakindianer och den tidigast kända bosättningen på ön är daterad till 1000-talet.
Ön upptäcktes av européerna den 6 juli 1499 av spanjoren Alonso de Ojeda och tillhörde Spanien fram till maj 1636 då den tillföll Nederländerna. Aruba förvaltades först av holländska West-Indische Compagnie (Nederländska Västindiska Kompaniet) fram till år 1848 då den införlivades i Nederländska Antillerna. Mellan 1799 och 1816 var ön tidvis ockuperad av Storbritannien för att senare återgå till Nederländerna.
Aruba införlivades som ett eilandgebied i provinsen Nederländska Antillerna (som ombildades till autonomt territorium år 1954) fram till år 1986, då det blev en egen autonom del av Nederländerna efter en folkomröstning genomförd redan år 1977.

## Geografi

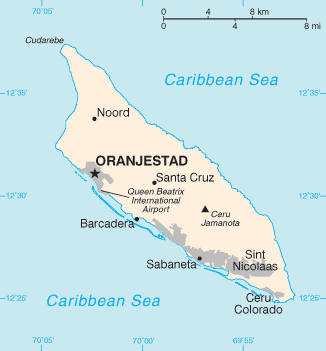
Karta över Aruba.

Ön är den minsta av de så kallade ABC-öarna och ligger cirka 25 km norr om Venezuela. Aruba består till största delen av slättland och den högsta punkten är Sero Jamanota 188 m ö.h.
Huvudorten är Oranjestad med cirka 30 000 invånare. Den ligger på öns västra sida strax norr om flygplatsen Drottning Beatrix internationella flygplats. Övriga större orter är Sint Nicolaas och Santa Cruz.

### Klimat
Klimatet på ön är varmt och torrt. Tropiska stormar och orkaner är sällsynta och det regnar relativt lite, vilket leder till vattenbrist på ön. Medeltemperaturen och även den nästan konstanta temperaturen är 28 grader.

## Politik

### Regeringschefer
| Henny Eman         | 1986-1989 |
| Nelson O. Oduber   | 1989-1994 |
| Henny Eman         | 1994-2001 |
| Nelson O. Oduber   | 2001-2009 |
| Mike Eman          | 2009-2017 |
| Evelyn Wever-Croes | från 2017 |

### Orter
Aruba har ingen administrativ indelning, men landet delas för statistiska ändamål in i åtta regioner. Dessa regioner delas i sin tur upp i zoner.
- Oranjestad, huvudorten
  - Oranjestad West, 13 976 invånare
  - Oranjestad East, 14 318
- Paradera, 12 024
- Sint Nicolaas eller San Nicolas
  - San Nicolas North, 10 433
  - San Nicolas South, 4 850
- Noord/Tanki Leendert, 21 495
- Santa Cruz, 12 870
- Savaneta, 11 518

Antal invånare enligt 2010 års folkräkning.

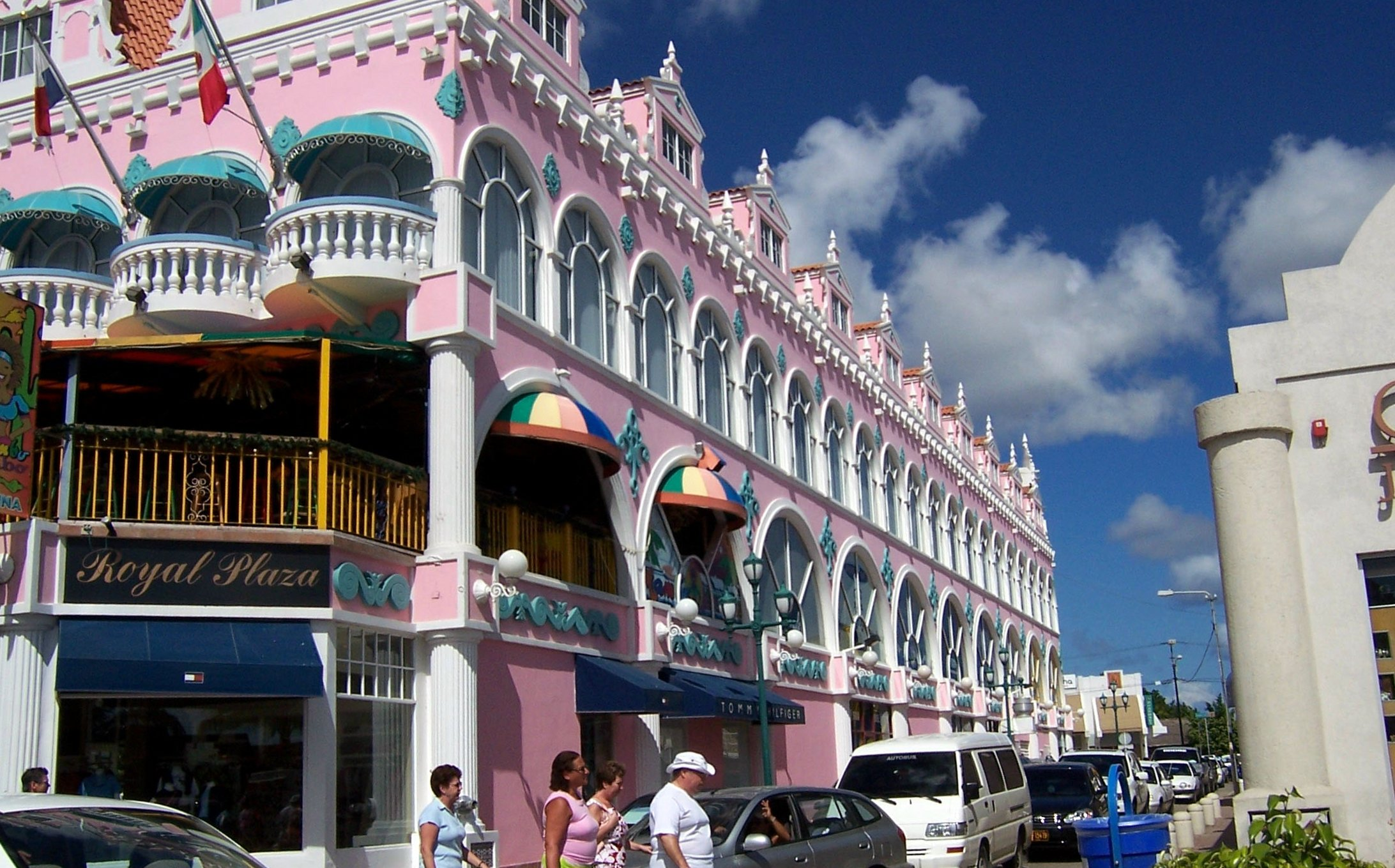
Huvudstaden Oranjestad.

## Ekonomi
Tidigare har Arubas främsta näring bestått av oljeraffinering och lagring av olja från Venezuela, men nuförtiden står turismen för den största näringen. Arubas ekonomi är därför mycket välmående. Tidigare var ön känd för sitt stora antal offshore-banker men senare tids lagstiftning har minskat dessa. Det finns också en viss kemisk industri på ön.
Valutan är arubansk florin i motsats till Antillergulden som i de övriga Nederländska Antillerna.

## Demografi
Befolkningen uppgår till cirka 108 000 invånare. Majoriteten av Arubas befolkning är av blandad härkomst. De officiella språken är papiamento och nederländska, men det talas även engelska och spanska. År 2010 var 75,7 procent av befolkningen katoliker.

## Kända personer
- Bobby Farrell, en av medlemmarna i popgruppen Boney M.
- Xander Boegarts, basebollspelare hos San Diego Padres
- Rachel Bråthén, yogalärare
- Eva Rusz, psykolog, relationsexpert